# マンチェスター・ヴィクトリア駅

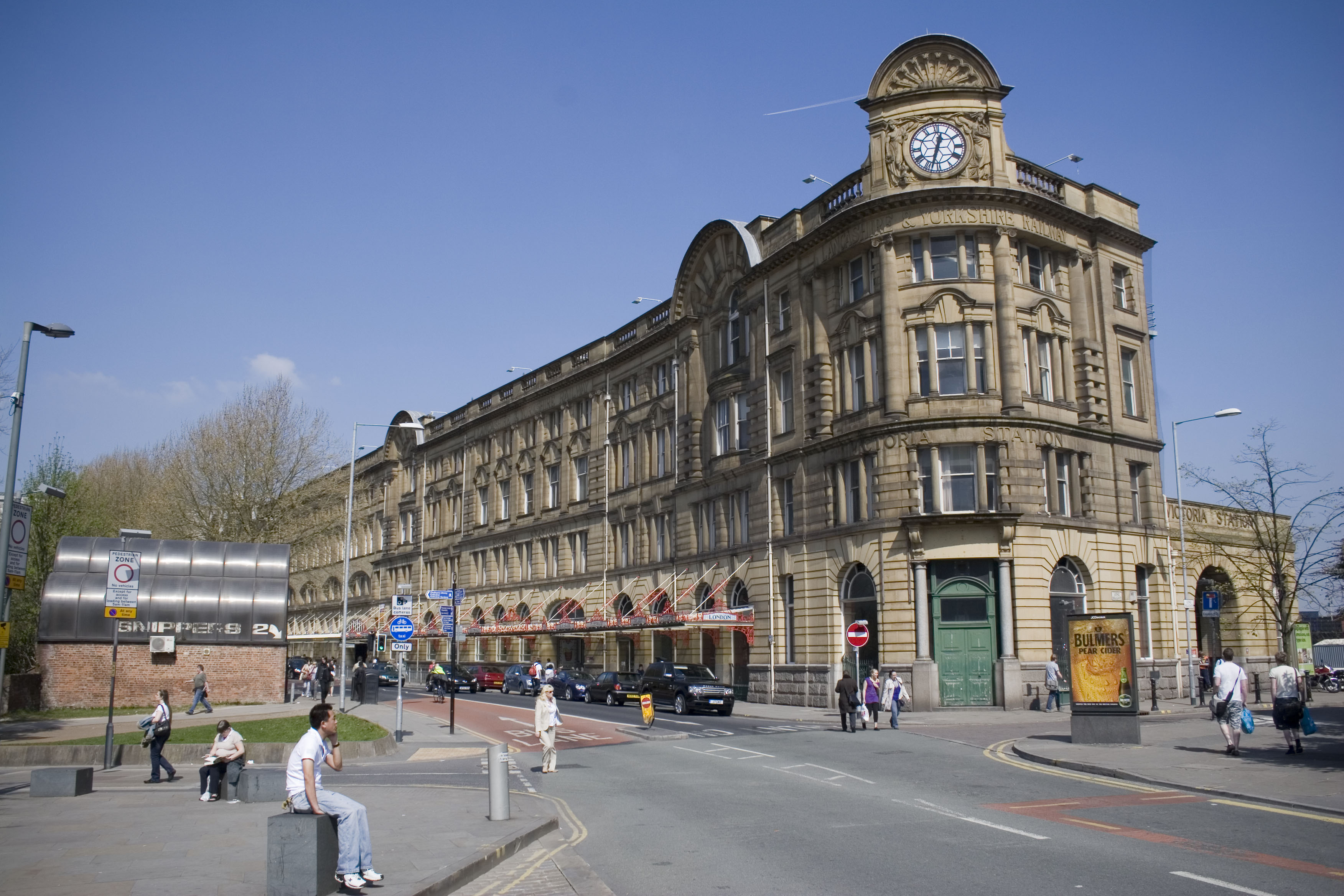
マンチェスター・ヴィクトリア駅外観

マンチェスター・ヴィクトリア駅（英語:Manchester Victoria station）は、イギリスのマンチェスターにある主要駅のひとつ。ノーザン・レイルとトランスペナイン・エクスプレスの列車が乗り入れていて、リーズ、リバプール、ボルトン、サウスポートなどへ向かう近郊路線が発着している。駅の運営はノーザン・レイルが行っている。
メトロリンクの駅も併設されており、市内中心部やピカデリー駅と接続している。

## ギャラリー

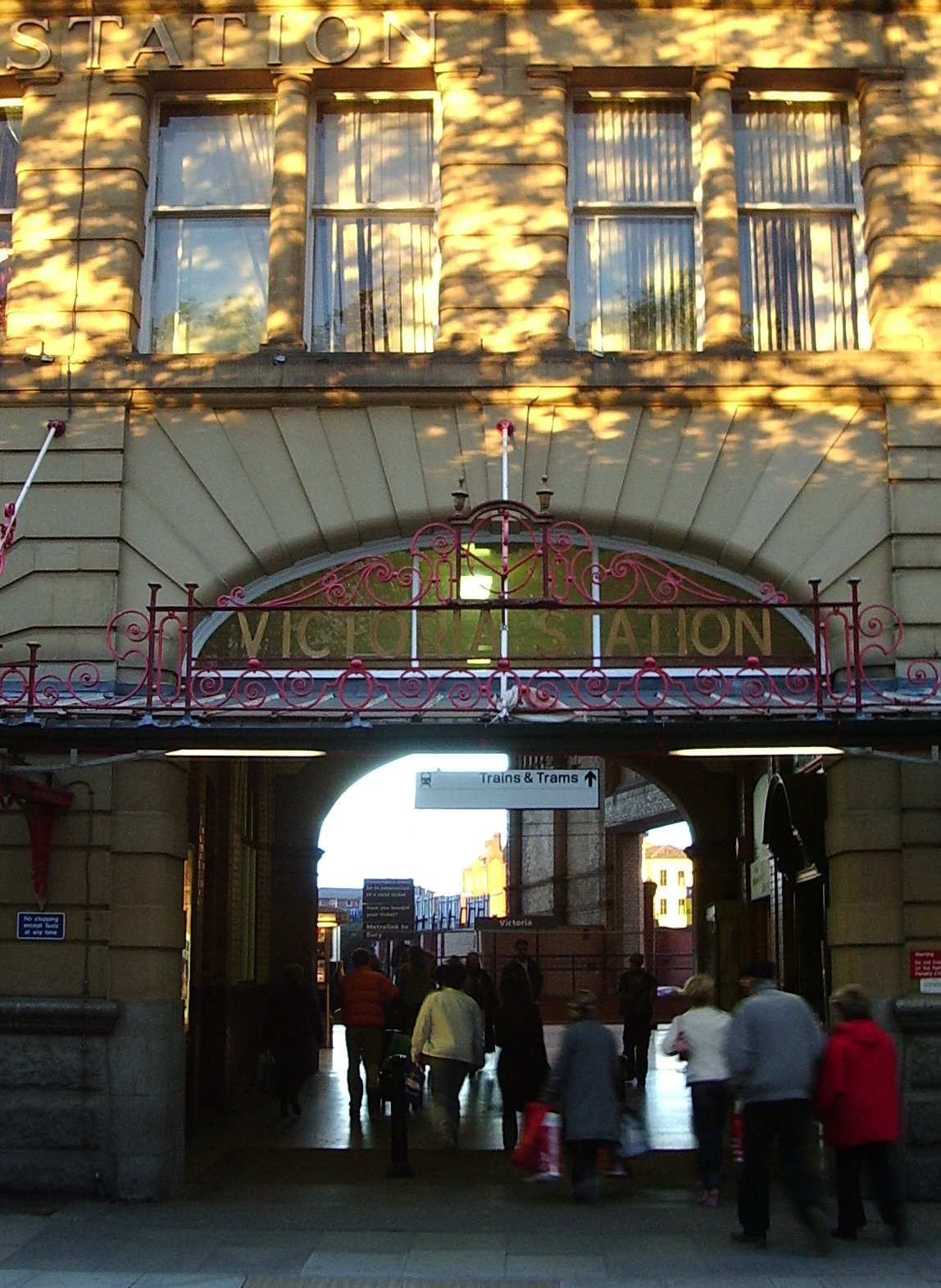
マンチェスター・ヴィクトリア駅のエントランス
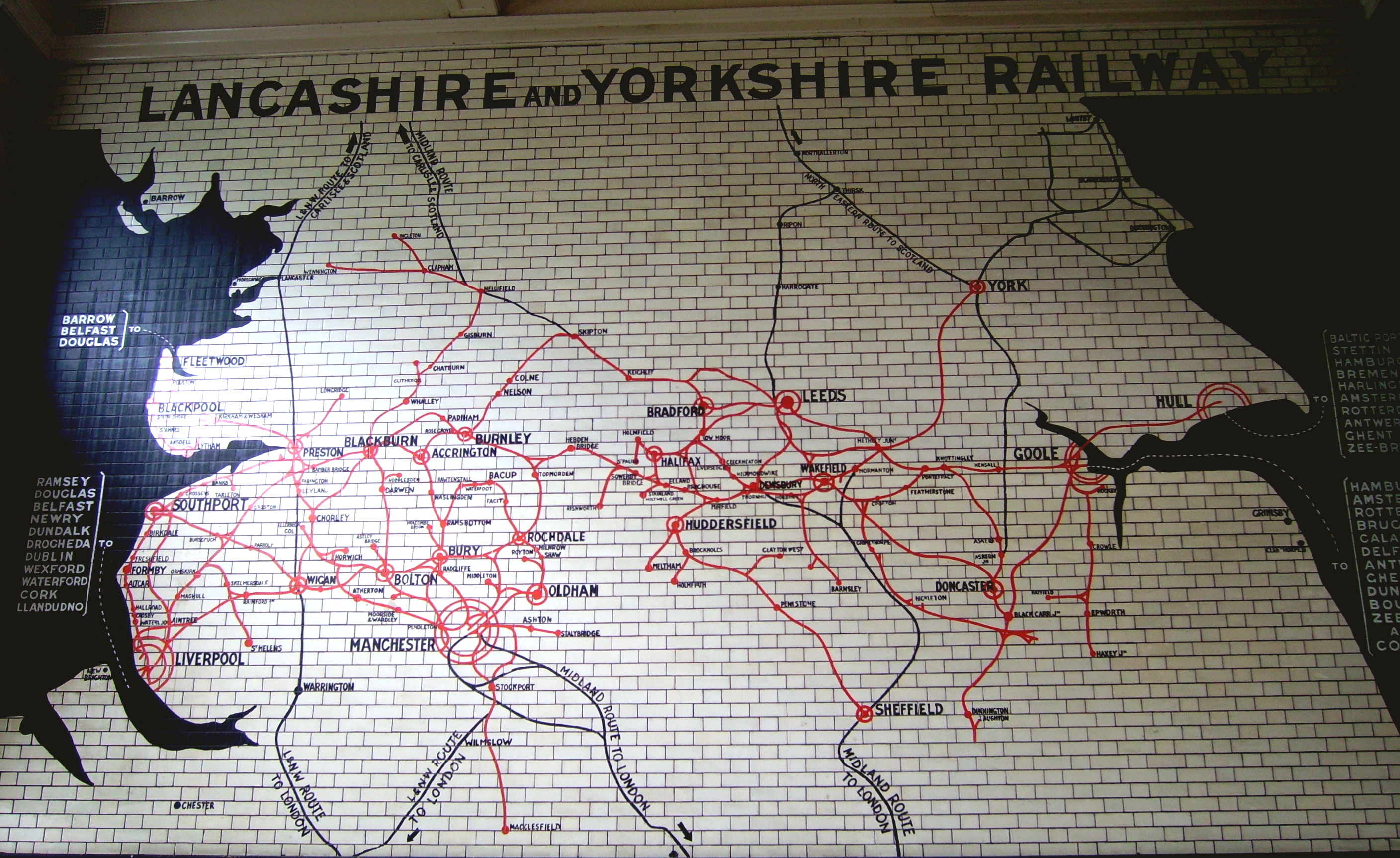
ランカシャー・アンド・ヨークシャー鉄道のタイルでできた壁画地図
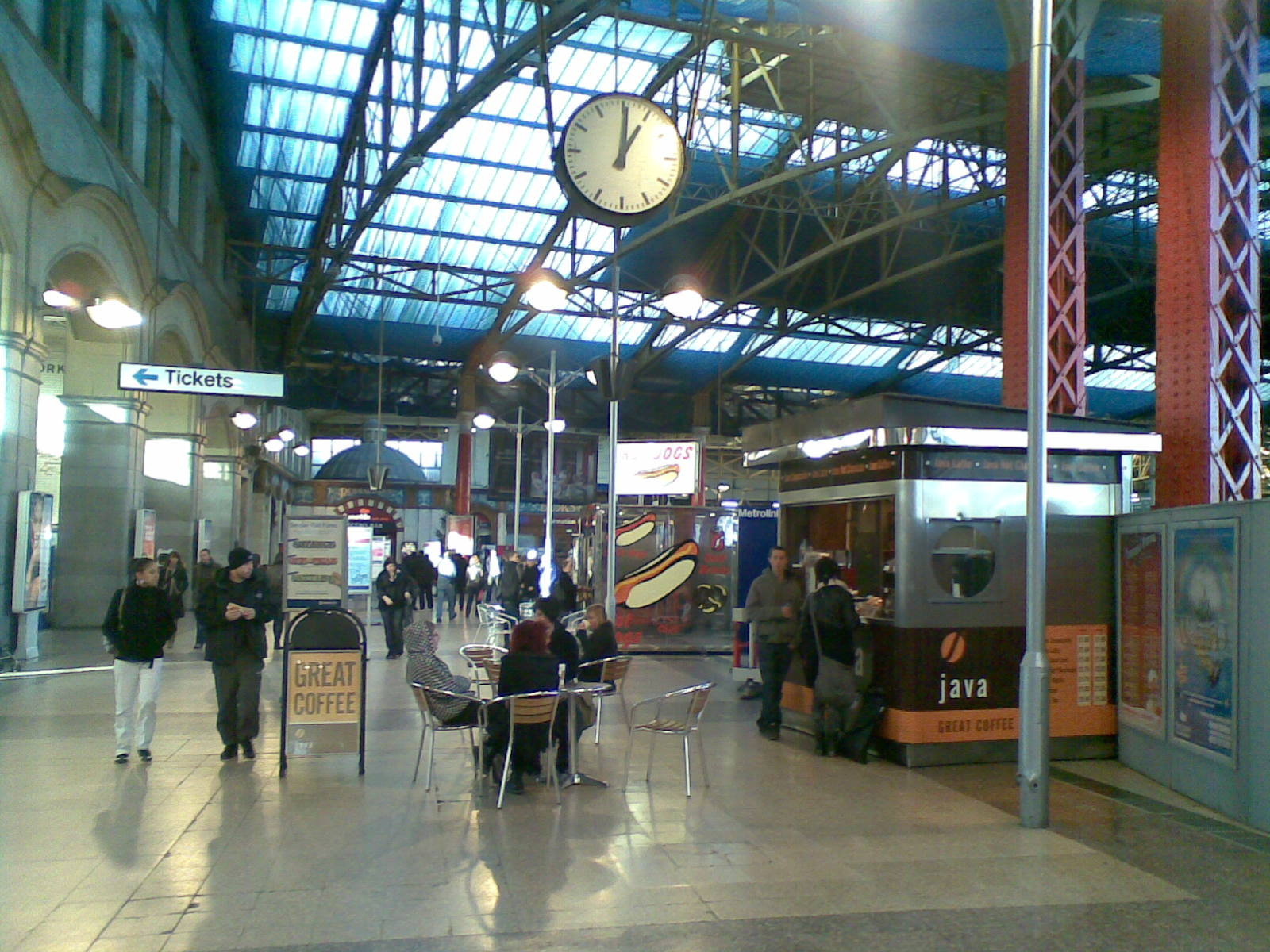
駅のメインコンコース
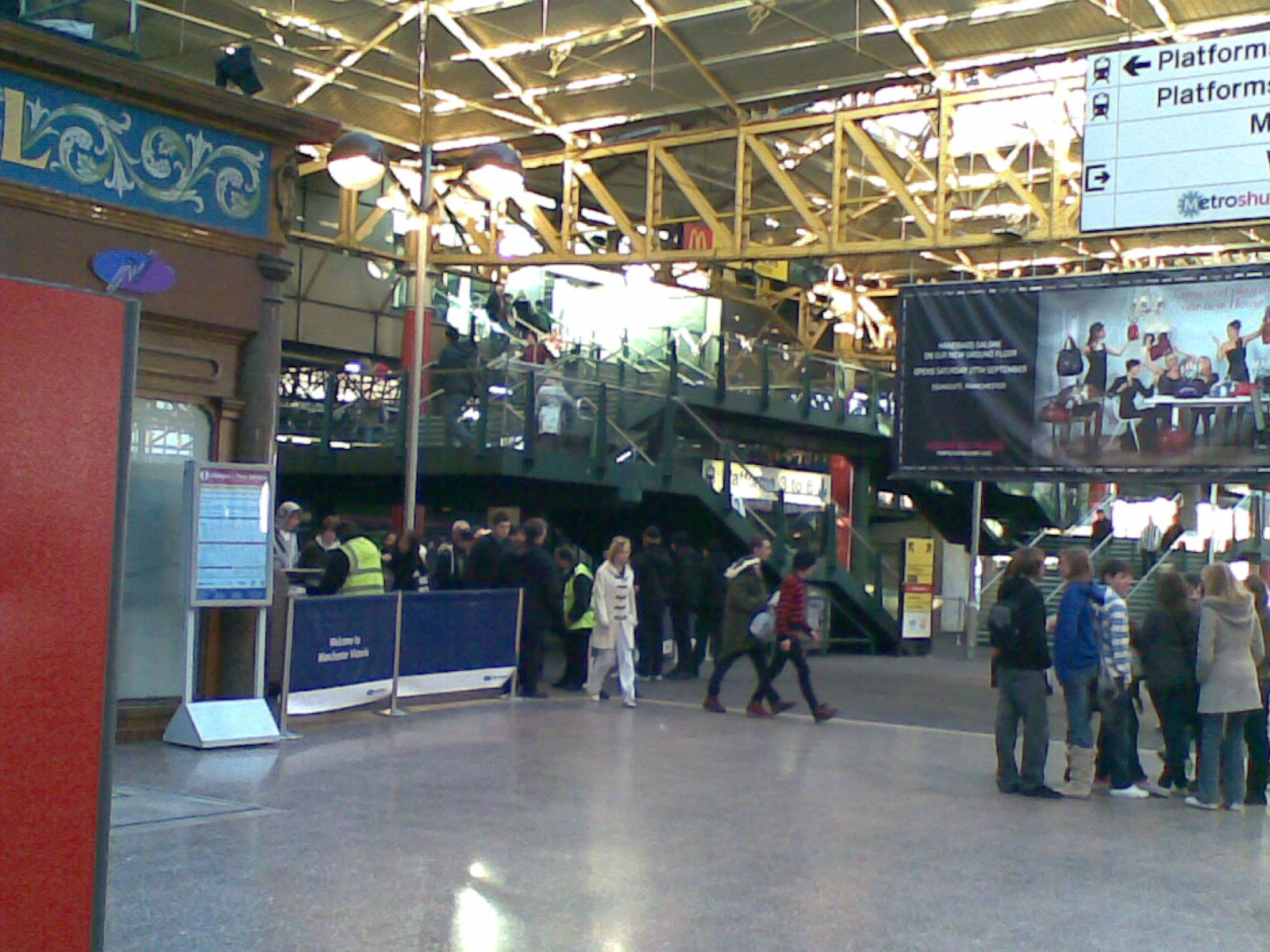
ホームへの入口

## 駅周辺
- マンチェスター・アリーナ